# Razgorce
Razgorce este o localitate din comuna Vojnik, Slovenia, cu o populație de 14 locuitori.